# Frank McGee (Eishockeyspieler)
Francis „Frank“ Clarence McGee (* 4. November 1882 in Ottawa, Ontario; † 16. September 1916 in Courcelette) war ein kanadischer Eishockeyspieler, der als einer der besten Spieler vor der Gründung der National Hockey League angesehen wird. In seinen nur vier Saisons, die er allesamt beim Ottawa Hockey Club verbrachte, bewies er außergewöhnliche Offensivqualitäten, sodass die Mannschaft in dieser Zeit nicht nur dreimal den Stanley Cup gewann, sondern McGee auch bis heute gültige Tor-Rekorde in den Stanley-Cup-Playoffs aufstellte.
Ab 1915 nahm McGee als Soldat am Ersten Weltkrieg teil, obwohl er bereits in der Jugend das Sehvermögen an seinem linken Auge verloren hatte.  Er fiel 1916 in der Schlacht an der Somme. 1945 gehörte er zu den ersten neun Spielern, die in die neu gegründete Hockey Hall of Fame aufgenommen wurden.

## Familie
Frank McGee entstammt einer einflussreichen Familie. Sein Vater war John Joseph McGee, der von 1882 bis 1907 als Clerk of the Privy Council und damit als höchster Staatsbeamter Kanadas tätig war. John Joseph McGee war 1863 aus Irland nach Kanada immigriert und folgte damit dem Wunsch seines Halbbruders Thomas D’Arcy McGee, der wiederum als einer der Väter der Konföderation gilt. John Joseph McGee heiratete Elizabeth Crotty, mit der er sechs Söhne und drei Töchter hatte. Einer von Franks fünf Brüdern, James McGee, gewann gemeinsam mit Frank den Stanley Cup und war auch im Canadian Football erfolgreich, ehe er 1904 bei einem Reitunfall ums Leben kam.

## Leben

### Eishockey

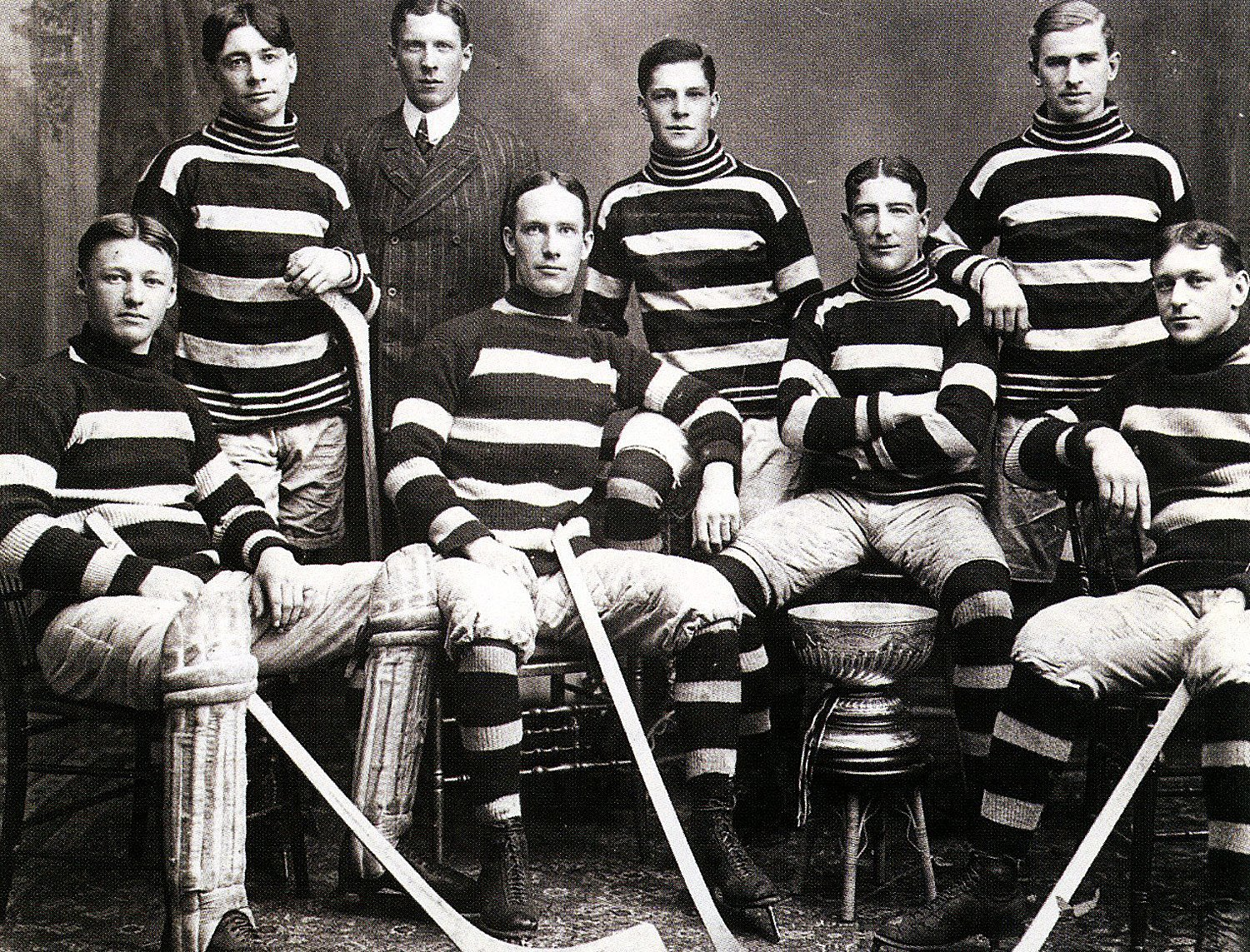
Die „Silver Seven“ im Jahre 1905. Frank McGee rechts oben, stehend.

Nach seiner schulischen Ausbildung in seiner Heimatstadt Ottawa war McGee vorerst als Beamter beim Department of Indian Affairs tätig. Daneben betrieb er Lacrosse, Eishockey und Rugby auf hohem Niveau, wobei er bei den Ottawa Rough Riders als half-back spielte und mit ihnen 1898 die kanadische Rugby-Meisterschaft gewann. Im Jahre 1900 bekam McGee bei einem Wohltätigkeits-Eishockeyspiel einen Puck ins Gesicht, wodurch er auf dem linken Auge erblindete. Daraufhin beendete er vorerst seine aktive Karriere und war fortan als Schiedsrichter tätig, wobei er das aktive Spiel bald so sehr vermisste, dass er sich 1903 dem Ottawa Hockey Club anschloss. Im Januar 1903 gab er sein Debüt für Ottawa gegen die Montréal AAA, den amtierenden Stanley-Cup-Sieger, und erzielte beim 7:1-Erfolg zwei Tore.
In den folgenden Jahren wurde der Ottawa Hockey Club zu der unangefochtenen Kraft im kanadischen Eishockey. Das Team um McGee gewann die Play-offs um den Stanley Cup von 1903 bis 1905 dreimal hintereinander, wobei die sieben Spieler nach dem ersten Gewinn 1903 vor allem als „Silver Seven“ bekannt waren, da ihnen die Vereinsführung für den Gewinn jeweils ein Silbernugget schenkte. In dieser Zeit spielte McGee auf der Center- sowie auf der Rover-Position, während in der Mannschaft mit Alf Smith, Harry Westwick, Billy Gilmour und Tommy Smith vier weitere Spieler vertreten waren, die später in die Hockey Hall of Fame aufgenommen wurden. Trotz seiner geringen Statur galt McGee darüber hinaus als besonders harter Spieler, der „die Hälfte der Spielzeit damit zubringt, die Bande mit Gegenspielern auszukleiden“.
Insgesamt erzielte McGee in 22 Play-off-Spielen 63 Tore, wobei er in einem Spiel der Serie von 1905 einen Rekord für die Ewigkeit aufstellte. Die Silver Seven spielten gegen die Dawson City Nuggets und hatten das erste Spiel bereits mit 9:2 gewonnen. Allerdings bezeichneten die Spieler der Nuggets die Leistung von McGee, der in dem Spiel nur ein Tor erzielte, als nicht beeindruckend. Im nächsten Spiel gewann Ottawa mit 23:2, wobei McGee 14 Tore erzielte, die höchste Anzahl an Toren, die jemals in einem Stanley-Cup-Spiel erreicht wurde. Da der Stanley Cup bereits mit dem zweiten Sieg gewonnen war, hält McGee mit 15 Toren auch den Rekord für die meisten Tore in einer Play-off-Serie. Nachdem die Mannschaft die Play-offs des Jahres 1906 gegen die Montreal Wanderers verloren hatte, entschloss sich McGee, seine Karriere zu beenden. In Summe erzielte er in regulärer Saison und Play-offs 135 Tore in 45 Spielen und erreichte damit einen Schnitt von exakt drei Toren pro Spiel, mit dem sich nur Dubbie Bowie messen kann.
1945 wurde er postum als einer der ersten neun Spieler in die neu gegründete Hockey Hall of Fame aufgenommen. Ferner wurden die „Silver Seven“ 1950 von kanadischen Sportjournalisten zur herausragenden Sportmannschaft Kanadas der ersten Hälfte des 20. Jahrhunderts gewählt. Darüber hinaus ist er seit 1966 Mitglied der Ottawa Sport Hall of Fame.

### Erster Weltkrieg

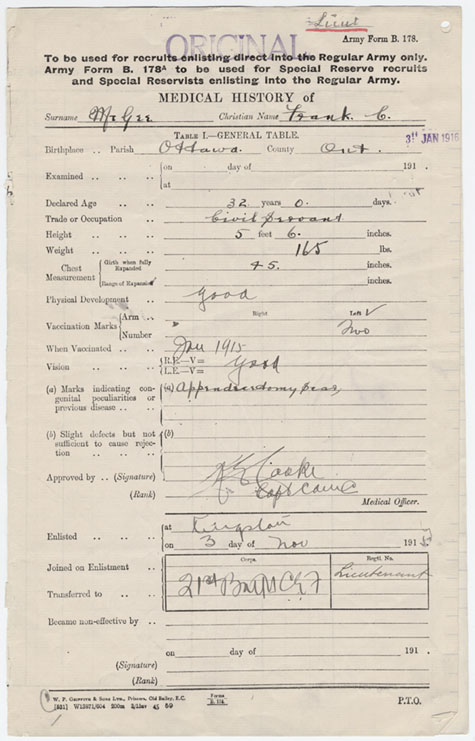
McGees Befundbogen aus der medizinischen Untersuchung zum Eintritt in die Armee

Es ist ungeklärt, wie McGee mit nur einem sehtüchtigen Auge in die Canadian Army aufgenommen werden konnte. In seinen Befundbogen schrieb der untersuchende Mediziner, McGee könne auf die vorgeschriebene Entfernung mit beiden Augen sehen. Nach späterer Aussage seines Neffen soll er in der Untersuchung erst mit einer Hand das blinde Auge abgedeckt haben, um das gesunde auf seine Sehfähigkeit zu untersuchen, und bei der Aufforderung, nun das andere Auge abzudecken, einfach die Hand anstelle des Auges gewechselt haben. Dieser Erzählung widersprechen andere Darstellungen, die aufgrund der Bekanntheit McGees in seiner Heimat davon ausgehen, dass der untersuchende Arzt McGee gekannt und von seiner Behinderung gewusst haben müsse. In diesem Zusammenhang wird angenommen, dass der Mediziner ihn eher aufgrund seiner familiären Herkunft, seines Ansehens und seiner großen sportlichen Talente bestehen ließ – er galt als „Inbegriff kanadischer Männlichkeit“ und hatte sich bereits als „Kämpfer auf dem Eis“ bewiesen.
McGee war Mitglied des 43. Regiments, der Duke of Cornwall’s Own Rifles, und wurde im Mai 1915 als Leutnant des 21. Infanterie-Bataillons mit dem Schiff nach England geschickt. Im Ersten Weltkrieg zog er sich im Dezember 1915 erst eine Knieverletzung zu, für deren Genesung er zurück nach England beordert wurde. Im August 1916 kehrte er zum 21. Infanterie-Bataillon zurück, obwohl ihm in Le Havre eine Büro-Tätigkeit angeboten wurde, und fiel in der Folge am 16. September 1916 in der Schlacht an der Somme.